# Elina Valtonen
Elina Valtonen, anciennement Lepomäki, née le 23 octobre 1981 à Helsinki, est une femme politique finlandaise, ministre des Affaires étrangères de la Finlande depuis juin 2023.

## Biographie
Elle devient députée dans la circonscription d'Uusimaa en 2014 lorsque Jyrki Katainen est nommé commissaire européen. Elle est vice-présidente du Parti de la coalition nationale.
En juin 2023, elle est nommée ministre des Affaires étrangères. Le 11 novembre 2024, elle se prononce contre la « finlandisation » de l'Ukraine : elle estime qu'imposer la neutralité à l'Ukraine, comme ce fut le cas dans l'histoire finlandaise après la guerre avec l’URSS dans les années 1940, ne conduira pas à une solution pacifique à la crise avec la Russie. Dans une interview accordée à Reuters, Elina Valtonen déclare : « Je suis contre la finlandisation. Qu'on se le dise, l'Ukraine était neutre avant d'être attaquée par la Russie. Ce n'est certainement pas quelque chose que j'imposerais à l'Ukraine. Certainement pas comme première alternative ».